# Ceratias holboelli
Ceratias holboelli és una espècie d'actinopterigi lofiforme de la família Ceratiidae.

## Distribució
La distribució de Ceratias holboelli és circunglobal, habitant en aigües tropicals i temperades de tot el món, entre els 67°N i els 45°S. S'han trobat en les zones mesopelágicas i batipelàgiques dels oceans Atlàntic, Pacífic i Índic; no obstant això, sembla no estar present en l'oceà Antàrtic. El rang de profunditat està entre 150 i 3400 m; no obstant això, la seva capturada sol ocórrer entre 400 i 2000 m.

## Característiques
Presenta un marcat dimorfisme sexual, ja que les femelles posseeixen una longitud mitjana que ronda els 77 cm (hi ha registres que poden arribar a aconseguir els 120 cm) i els mascles aconsegueixen els 16 cm.
Davant l'enorme diferència de grandària, els mascles es veuen relegats a convertir-se en paràsits de les femelles, veient-se obligats a adherir-se al seu cos per a sobreviure. Una vegada que el mascle s'adhereix a la femella, aquest passa a dependre completament d'ella arribant al punt d'existir continuïtat entre els seus vasos sanguinis i el mascle perd alguns òrgans com els ulls; no obstant això, conserva uns altres —els quals són completament funcionals— com les brànquies, el cor i els ronyons.
Quan aquest parasitisme no ocorre, els mascles aconsegueixen una menor grandària mesurant uns 1,3 cm. A més no arriben a desenvolupar les seves gònades i la seva esperança de vida es redueix a uns pocs mesos. D'altra banda, les femelles que no posseeixen cap mascle adherit a elles tampoc s'arriben a desenvolupar les seves gònades.
La reproducció es dona per ovoviviparitat i les seves larves són planctoniques. Els ous, presumiblement, són continguts en bosses gelatinoses flotants.
Igual que altres lofiformes posseeix un apèndix en la part superior del cap, el qual és únic i pot ser simple o ramificat. Aquest apèndix, anomenat ilicium, és usat per a caçar en generar bioluminescència que atreu les seves preses.